# Reggello
Reggello es una localidad italiana de la ciudad metropolitana de Florencia, región de Toscana, con 15.933 habitantes.

Ubicación de la ciudad de Reggello dentro de la provincia de Florencia.

## Evolución demográfica
| Gráfica de evolución demográfica de Reggello entre 1861 y 2001 |
|                                                                |
| Fuente ISTAT - elaboración gráfica de Wikipedia                |